# Eckerö Line

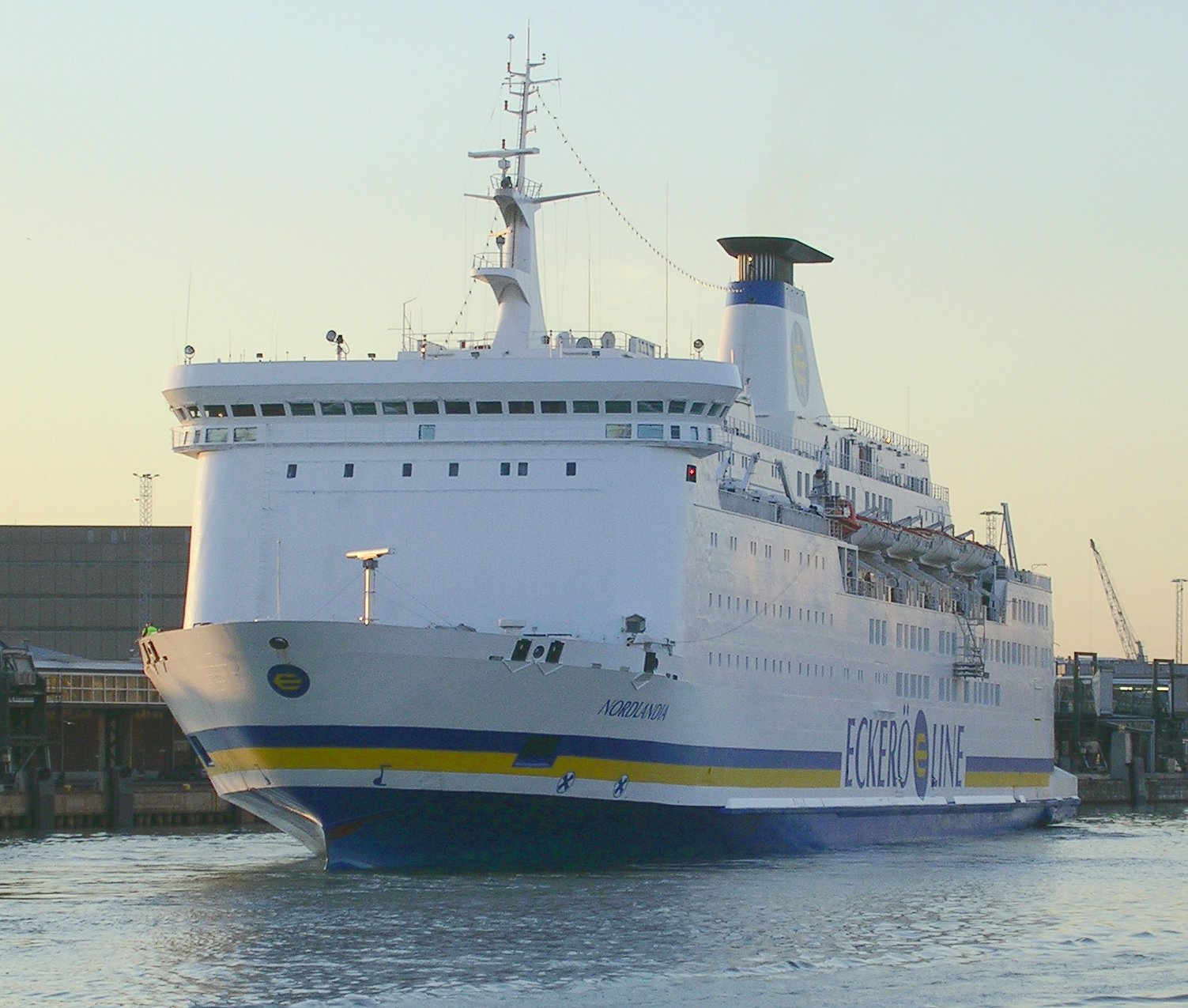
Nordlandia

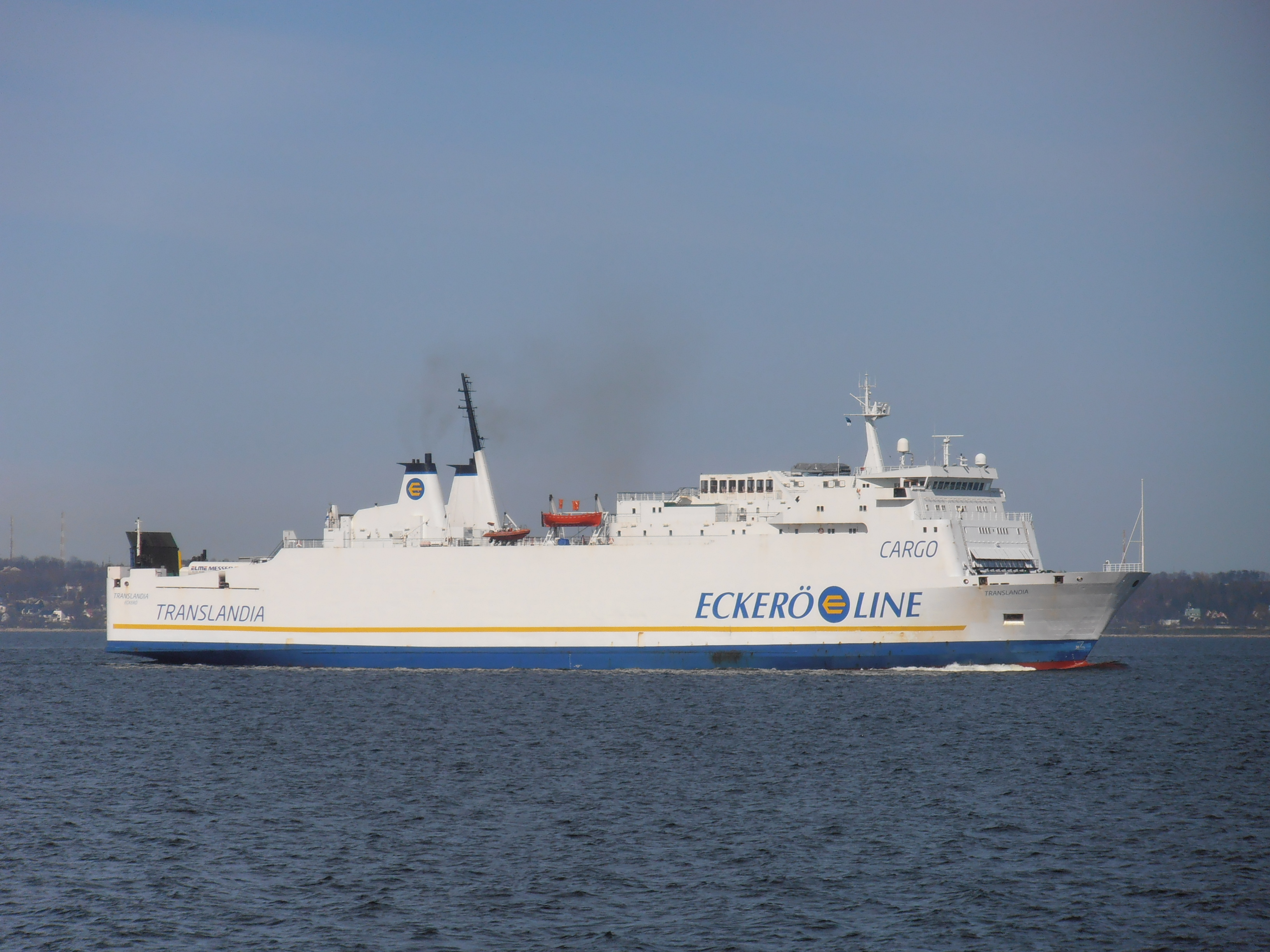
Translandia

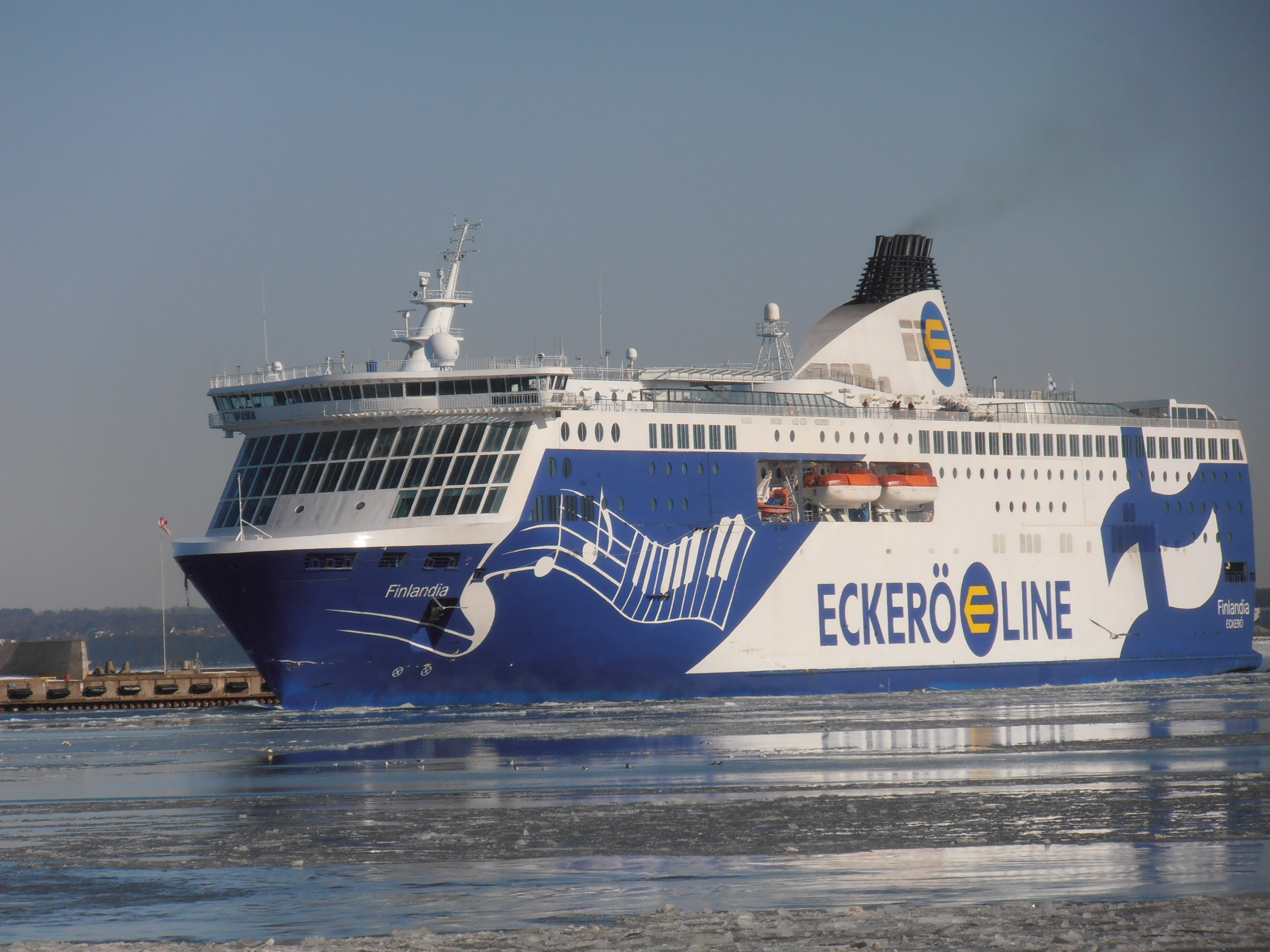
Finlandia

Eckerö Line là công ty vận chuyển hàng Phần Lan sở hữu bởi Rederiaktiebolaget Eckerö có trụ sở ở Åland. Eckerö Line hoạt động với 2 phá (1 phà cho hành khách, 1 phà cho hàng hóa) giữa Helsinki (Phần Lan) và Tallinn (Estonia).

## Các loại tàu
| Tên         | Năm sản xuất | Năm sử dụng | Trọng tấn | Ghi chú                      |
| ----------- | ------------ | ----------- | --------- | ---------------------------- |
| Finlandia   | 2001         | 2012        | 36,100 GT | Từ 31 tháng 12 năm 2012      |
| Nordlandia  | 1981         | 1998        | 14.990 GT | Đã bán vào tháng 06 năm 2013 |
| Translandia | 1976         | 2004        | 13,700 GT | Đã bán vào tháng 01 năm 2013 |